# Top Spin 4
Top Spin 4 ist eine vom tschechischen Computerspiel-Entwicklungsunternehmen 2K Czech entwickelte Tennis-Simulation, die von 2K Sports am 15. März 2011 in den USA und am 18. März 2011 in Europa veröffentlicht wurde. Die Sportsimulation erschien für die Spielekonsolen Xbox 360, PlayStation 3 und Wii.

## Spielmechanik

### Spielumgebung
Als Spielstätte dienen 40 Tennis-Courts mit vier unterschiedlichen Bodenbelägen Hart, Sand, Gras und Teppich, die Einfluss auf das Absprungverhalten des Spielballs und die Traktion der Spielfigur haben. Simuliert wird neben den Athleten auch ein Publikum und dessen situationsabhängiges Verhalten. Dynamische Soundeffekte wie Klatschen, Raunen, Grunting und Zwischenrufen imitieren die Geräuschkulisse einer Liveatmosphäre. Zwischen den Ballwechseln werden geskriptete Animationssequenzen der Spielfiguren und Zeitlupen-Wiederholungen eingeblendet. Die ortsfeste Kameraposition befindet sich während des Ballwechsels oberhalb und hinter dem Spieler in der Third-Person-Perspektive, mittig zum Spielfeld, und kann in drei Abständen eingestellt werden. Die Auflösung beträgt auf der PS3 720p und auf der Xbox 1080i bzw. 1080p. Beide Konsolen bieten auch eine stereoskopische Darstellung.

### Steuerung
Die Spielfigur kann frei über die eigene Spielfeldhälfte bewegt werden. Bei jedem Rückschlag kann zwischen den vier Grundschlägen Drive, Topspin, Slice und Lob gewählt werden, die jeweils in den drei Schlag-Varianten „präzise“, „normal“ und „druckvoll“ gespielt werden können. Eine optionale Einblendung informiert über das Timing sowie die Härte und Präzision des Schlags. Zudem kann die Flugrichtung (Cross, Longlinie) und -länge (Grundlinie, Stoppball) beeinflusst werden und der Ball als Volley retourniert werden. Die Präzision des Schlags ergibt sich aus der relativen Position und Bewegung von Tennisschläger und Tennisball im Moment der Ballberührung. Die Kondition der Spieler nimmt während eines Ballwechsels und über die Dauer eines Spiels ab.

### Schaukampf
Im Modus „Schaukampf“ kann aus 10 männlichen (ATP) und 8 weiblichen Profispielern (WTP) sowie 6 ehemaligen Spielern ein Einzel- oder ein Doppelspiel zusammengestellt werden und im Einzel-, Koop- oder Mehrspielermodus bestritten werden.

### Karriere-Modus
Im Karrieremodus kann ein Avatar erstellt und dessen Physiognomie, Kleidung und Schläger konfiguriert werden. In Trainingsspielen und Turnieren können Erfahrungspunkte gesammelt werden, die über drei Tennisstrategien (Serve-and-Volley, Grundlinie offensiv, Grundlinie defensiv) acht Attribute (wie Aufschlag, Rückhand, Ausdauer) verbessern.

## Spieler
| ATP - Roger Federer - Rafael Nadal - James Blake - Novak Đoković - Andy Murray - Andy Roddick - Nikolai Dawydenko - Stan Wawrinka - Gilles Simon - Bernard Tomic | WTA - Serena Williams - Caroline Wozniacki - Ana Ivanović - Wera Swonarjowa - Jelena Janković - Dinara Safina - Eugenie Bouchard - Marija Scharapowa | Legenden - Boris Becker - Björn Borg - Patrick Rafter - Ivan Lendl - Pete Sampras - Andre Agassi - Jim Courier - Michael Chang - Radek Štěpánek |

## Wettkämpfe

### Lizenzierte Wettkämpfe
Grand Slam
- Australian Open – Melbourne – Hart
- French Open – Paris – Sand
- US Open – New York – Hart

ATP World Tour Masters 1000
- BNP Paribas Open – Indian Wells – Hart
- Sony Ericsson Open – Miami – Hart
- BNP Paribas Masters – Paris – Hart

ATP World Tour Finals
- ATP World Tour Finals – London – Hart

### Unlizenzierte Wettkämpfe
Grand Slam
- Dublin Championships – Dublin – Gras

ATP World Tour Masters 1000
- Madrid Sports Arena – Madrid – Sand
- Stadio San Alessandro – Rom – Sand
- Court Principal – Montecarlo – Sand
- Shanghai Palace – Shanghai – Hart
- Canada Tennis Center – Toronto – Hart
- Cincinnati Tennis Center – Cincinnati – Hart

ATP 500
- Casablanca Stadium – Casablanca – Sand
- Barcelona Stadium – Barcelona – Sand
- Buenos Aires Tennis Center – Buenos Aires – Sand
- London Tennis Club – London – Gras
- Boston Bay Tennis Center – Boston – Gras
- Hamburg Stadthalle – Hamburg – Hart
- Moscow Tennis Arena – Moskau – Hart
- Texas Arena – Dallas – Hart
- Seoul Colosseum – Seoul – Hart
- Amsterdam Tennis Park – Amsterdam – Hart

ATP 250
- Westside Drive – Houston – Sand
- Auckland Stadium – Auckland – Gras
- American Tennis Garden – San Francisco – Gras
- Thorsten Brom – München – Gras
- Vienna Tennis Center – Wien – Hart
- Stavgaard Tennis Hall – Stavgaard – Hart
- Abhijava Stadium – Neu-Delhi – Hart
- Estadio do Sol – Estoril – Hart
- Grande Estadio de Chile – Santiago – Teppich
- The Bauhinia – Hongkong – Teppich
- Kiev Indoor Arena – Kiew – Teppich

Playgrounds
- Teranga Tennis Court – Dakar – Sand
- Silvjie Krleza – Omis – Hart
- Bermuda Stadium – Hamilton – Hart
- Atlanta’s Doves – Atlanta – Hart
- Dubai Sports Complex – Dubai – Hart

## Rezension

### Xbox 360 und Playstation 3
Das Spiel wurde für Xbox 360 und PlayStation 3 von der Fachpresse positiv aufgenommen, so errechnete die Website Metacritic für die Xbox-360-Version eine durchschnittliche Bewertung von 84 % aus 51 Reviews, 82 % aus 34 Reviews für die PlayStation-3-Version.
Das Fachmagazin Xbox Games lobte vor allem „die kompaktere Steuerung und die zahlreichen Hilfestellungen“, die das Spiel „deutlich einsteigerfreundlicher“ machen. Vor allem hervorzuheben sei auch die „intensive Atmosphäre“, so werde man „in Kombination mit einer guten Dolby-Anlage regelrecht in den Center Court hineingezogen“. Sven Ohnstedt kritisiert auf Gamers Global: „Der sehr gelungenen Simulation des eigentlichen Geschehens auf dem Platz stehen eine sparsame Präsentation abseits des Rasens sowie elendig lange Wartezeiten gegenüber.“

„Selten wurde die Schnelligkeit und Dramatik eines Tennis-Matches derart realistisch umgesetzt wie in Top Spin 4, hinzu kommt noch ein cooler Kader, der aktuelle Tennis-Größen und die Legenden des Sports vereint. […] Top Spin 4 ist die Tennisreferenz.“

### Wii
Die Wii-Version schnitt deutlich schlechter ab, so errechnete Metacritic einen Durchschnitt von 54 % aus 8 Reviews. Dies liegt laut GameSpot vor allem an der „armen Grafik“ und „der schlechten Bildfrequenz, welche die Animation unrealistisch erscheinen lassen“ und an der „Steuerung, welche die Schläge häufig missinterpretiert“.